# 同阿尔
同阿尔（？—1641年），清朝初年将领，蒙古镶红旗人，世居巴林部，以地为氏。
初授骁骑尉。崇德三年（1638年），随从多罗贝勒岳託攻打明朝，率护军防守七昼夜，破敌。崇德六年（1641年）五月，随睿亲王多尔衮围攻锦州，与明朝总督洪承畴的援军交战。他和同旗僧格及阿桑布严守汛地，战死。